# Deherainia
Deherainia es un género de plantas con flores perteneciente a la familia  Primulaceae. Comprende 5 especies descritas y de estas, solo 4 aceptadas. Se distribuyen desde México [Veracruz] hasta Costa Rica.

## Descripción
Son arbustos o árboles pequeños, moderadamente ramificados, perennifolios, bisexuales. Hojas rara vez mayores de 30 cm, débilmente estriadas, aparentemente glabras o glandular-pilosas en ambas superficies, los márgenes enteros, frecuentemente repandos; pecíolos cortos. Racimos terminales, muy cortos, pareciendo solitarios o algunos cuantos juntos, cada uno con 1-2(-4) flores; brácteas lanceoladas, insertadas en los nudos. Flores 5-meras; corola anchamente campanulada, verde, los lobos anchamente ovados a suborbiculares, los márgenes finalmente ligeramente deflexos; estaminodios inconspicuos, más o menos aplanados; estambres al principio de la antesis coherentes, al final patentes, los filamentos connatos en la base; estilo más largo que el ovario, los óvulos 30-65. Frutos ovoides, atenuándose hacia el ápice, amarillos, el pericarpo delgado, quebradizo; semillas irregularmente obtuso-anguladas, pardo pálido.

## Taxonomía
El género fue descrito por Joseph Decaisne y publicado en Annales des Sciences Naturelles; Botanique, sér. 6, 3: 138. 1876. La especie tipo es: Deherainia smaragdina (Planch. ex Linden) Decne.
Etimología
Deherainia: nombre genérico nombrado en honor del agrónomo y químico francés Pierre Paul Dehérain.

## Especies aceptadas
A continuación se brinda un listado de las especies del género Deherainia aceptadas hasta noviembre de 2013, ordenadas alfabéticamente. Para cada una se indica el nombre binomial seguido del autor, abreviado según las convenciones y usos.
- Deherainia cubensis (Radlk.) Mez
- Deherainia lageniformis Gómez-Laur. & N.Zamora
- Deherainia matudae Lundell
- Deherainia smaragdina (Planch. ex Linden) Decne.